# Jamnik krótkowłosy
Jamnik krótkowłosy – jedna z ras jamnika. Jest jego pierwotną postacią, która pochodzi od dawnych psów gończych z terenów dzisiejszych Niemiec. Głównym przeznaczeniem jamnika krótkowłosego jest gonitwa za zwierzyną, płoszenie i norowanie, chociaż obecnie jamniki  dobrze sprawdzają się jako psy trzymane w mieszkaniach do towarzystwa. 
Włos krótki, gęsty i gładko przylegający, który nie powinien być zbyt delikatny ani zbyt obfity.
Nie gubi sezonowo włosa, nie wymaga strzyżenia. Przeciętnie żyje 12-14 lat.